# Merodon longicornis
Merodon longicornis är en tvåvingeart som beskrevs av Sack 1913. Merodon longicornis ingår i släktet narcissblomflugor, och familjen blomflugor.
Artens utbredningsområde är Grekland. Inga underarter finns listade i Catalogue of Life.